# PATRIOT
『PATRIOT』（パトリオット）は、vistlipの2作目のミニアルバム。2009年4月3日発売。発売元はマーベラスエンターテイメント。

## 解説
- 通常版「lipper」と、「EVE」のvideo clip付き「visiter」の2タイプ発売。

## 収録曲

### 通常盤「lipper」
1. 音色 -melody line-
2. EVE
3. earl grey
4. Pave au chocolat
5. 彩
6. 影鬼

### CD+DVD盤「vister」
1. 音色 -melody line-
2. EVE
3. earl grey
4. Re:明日晴れたら
5. Princess Dizzy
6. 影鬼